# Rutalamm
Rutalamm är en sjö i Rättviks kommun i Dalarna och ingår i Ljusnans huvudavrinningsområde. Sjön har en area på 0,0922 kvadratkilometer och ligger 292,9 meter över havet.

## Delavrinningsområde
Rutalamm ingår i det delavrinningsområde (682100-146700) som SMHI kallar för Utloppet av Storhåven. Medelhöjden är 311 meter över havet och ytan är 17,85 kvadratkilometer. Räknas de 29 avrinningsområdena uppströms in blir den ackumulerade arean 236,93 kvadratkilometer. Håvaån (Kroksjöån) som avvattnar avrinningsområdet har biflödesordning 3, vilket innebär att vattnet flödar genom totalt 3 vattendrag innan det når havet efter 159 kilometer. Avrinningsområdet består mestadels av skog (68 procent) och sankmarker (15 procent). Avrinningsområdet har 1,73 kvadratkilometer vattenytor vilket ger det en sjöprocent på 9,7 procent.